# Alexandros Alexakis
Alexandros Georgiou Alexakis (griechisch Αλέξανδρος Γεωργίου Αλεξάκης, * 19. April 1960 in Volos) ist ein griechischer Byzantinist und Professor an der Universität Ioannina.
Alexakis studierte zunächst Rechtswissenschaft an der Universität Athen (Diplom 1983), dann Klassische Philologie an der Universität Kreta (Diplom 1987) und schließlich Byzantinistik an der Universität Oxford, wo er 1992 mit einer Dissertation zum Codex Parisinus Graecus 1115 and its Iconophile Florilegium bei Cyril Mango promoviert wurde. Von 1991 bis 2000 war er wissenschaftlicher Mitarbeiter an der Dumbarton Oaks Research Library and Collection. Von 1994 bis 2000 war er zugleich Assistant Professor, dann Associate Professor für Byzantinistik im Department of Religion der Columbia University, New York. Von 2000 bis 2004 war er Associate Professor am Richard Stockton College of New Jersey. Ende 2003 wechselte er an die Universität Ioannina, zunächst als Associate Professor, von 2010 an als Professor für Byzantinische Philologie.
Alexakis arbeitet hauptsächlich zur Literatur und Kultur des byzantinischen Ikonoklasmus und zur Konziliengeschichte. Er hat Editionen der Lebensbeschreibungen des Heiligen Leo von Catania und des Patriarchen Euthymios sowie eine Edition der Historien des Agathias vorgelegt.

## Schriften (Auswahl)
- Alison Noble, Alexandros Alexakis, Richard H. Greenfield: Animal fables of the courtly Mediterranean. The Eugenian recension of Stephanites and Ichnelates (Dumbarton Oaks medieval library, Band 73). Harvard University Press, Cambridge 2022, ISBN 978-0-674-27127-2.
- (Hrsg.): Holy Men of Mount Athos. Edited and translated by Richard P. H. Greenfield, Alice-Mary Talbot. Translated by Stamatina McGrath. (Dumbarton Oaks Medieval Library, Band 40). Washington DC, 2022, ISBN 978-0-674-27127-2.
- The Greek Life of St. Leo bishop of Catania (BHG 981b). (Introduction, Critical Edition, Commentary and Appendix by A. Alexakis, Translation into English by Susan Wessel). (Subsidia Hagiographica, 91). Société des Bollandistes, Brüssel 2011, ISBN 2-873-65026-5
- Γάμοι, Κηδείες και Αυτοκρατορικές Μεταμέλειες: Ο Βίος του Πατριάρχη Ευθυμίου (Κείμενα Βυζαντινής Ιστοριογραφίας, 16). Editions KANAKH, Athen 2006, ISBN 960-7420-91-8, 2. wesentlich überarbeitete Auflage 2018
- Αγαθίου Ἱστορίαι (Κείμενα Βυζαντινής Ιστοριογραφίας, 18). Editions KANAKH, Athen 2008, ISBN 960-6736-02-4.
- Codex Parisinus Graecus 1115 and Its Archetype. (Dumbarton Oaks Studies, Band 34). Washington DC, 1996, ISBN 0-88402-234-X.